# Francisco Coloma Gallegos
Francisco de Paula Coloma Gallegos y Pérez (San Esteban de Pravia, Asturias, 26 de abril de 1912  - Sevilla, 28 de septiembre de 1993) fue un militar español que ocupó puestos importantes durante la dictadura franquista.

## Biografía

### Carrera militar
En 1930 ingresó en la Academia General Militar de Zaragoza, para posteriormente pasar por la Academia de Infantería de Toledo, donde fue promovido a teniente en 1934, siendo destinado a Jaca. Se incorporó al Primer Tercio de la Legión Española con guarnición en Melilla. Al iniciarse la guerra civil española se trasladó a la península con su bandera, combatiendo en el frente de Toledo. Herido en cuatro ocasiones, recibió la Medalla Militar Individual en el frente de Asturias.
Participó activamente en los encuentros con el Partido Nacionalista Vasco para que estos últimos entregasen las últimas posiciones nacionalistas a las tropas Nacionales en el Frente Vasco

### Franquismo
Al terminar la contienda regresó al Marruecos español para posteriormente, y con el grado de comandante, ingresar como alumno en la Escuela de Estado Mayor, siendo destinado, al acabar sus estudios, al cuartel general de la 101.ª División, en Melilla. Desde agosto de 1959 hasta enero de 1961 fue coronel al mando del Tercio Don Juan de Austria de la Legión, de guarnición en el Sahara Español. Fue Ministro del Ejército desde el 11 de junio  de 1973 hasta el 11 de diciembre de 1975, durante la tensión que culminó la invasión del Sahara por Marruecos, o Marcha Verde. Durante su ministerio encargó una investigación militar secreta y extraoficial para aclarar el magnicidio de Carrero Blanco, denominada «Operación Cantabria». Entre 1976 y 1978 fue capitán general de la IV Región Militar.

## Vida privada
Viudo de Esperanza Gómez López, tuvo seis hijos y se casó, en segundas nupcias, en Santiago de Compostela el 3 de enero de 1976, con Mercedes de Picón y Agero,  marquesa viuda de Seoane. También fue hermano del teniente general Julio Coloma Gallegos primer general paracaidista de España, fundador y organizador de la Brigada Paracaidista, que fue capitán general de la II Región Militar. 

## Condecoraciones
- Gran Cruz de la Real y Militar Orden de San Hermenegildo (1965).[2]
- Gran Cruz de la Orden del Mérito Militar, con distintivo blanco. (1968)[3]
- Gran Cruz del Mérito Naval (1970).[4]
- Gran Cruz de la Real y Muy Distinguida Orden de Carlos III (1975).[5]